# Lescure-Jaoul
Lescure-Jaoul est une commune française située dans le département de l'Aveyron en région Occitanie.

## Géographie

Représentations cartographiques de la commune
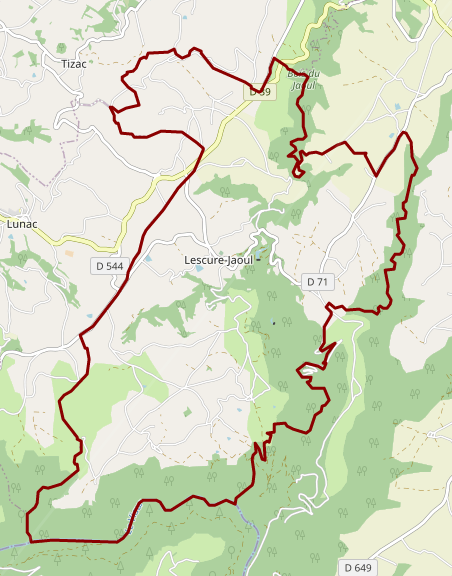
Carte OpenStreetMap.
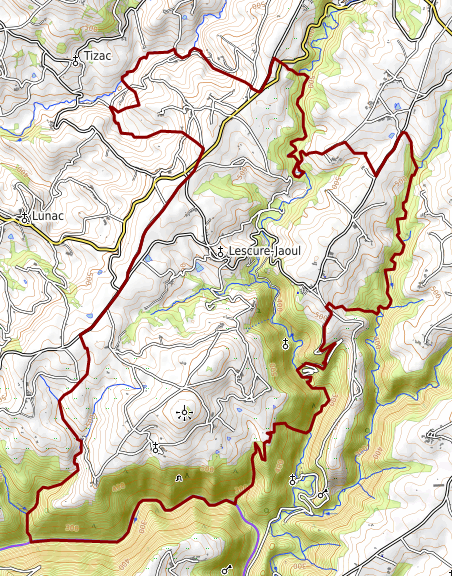
Carte topographique.

### Localisation
Située dans l'ouest du département de l'Aveyron, la commune est limitrophe du Tarn.

### Communes limitrophes
Les communes limitrophes sont  Bor-et-Bar, Jouqueviel, La Salvetat-Peyralès, Le Bas Ségala et Lunac.
|            | Le Bas Ségala     |                      |
| Lunac      | Lescure-Jaoul     | La Salvetat-Peyralès |
| Bor-et-Bar | Jouqueviel (Tarn) |                      |

### Hydrographie

#### Réseau hydrographique

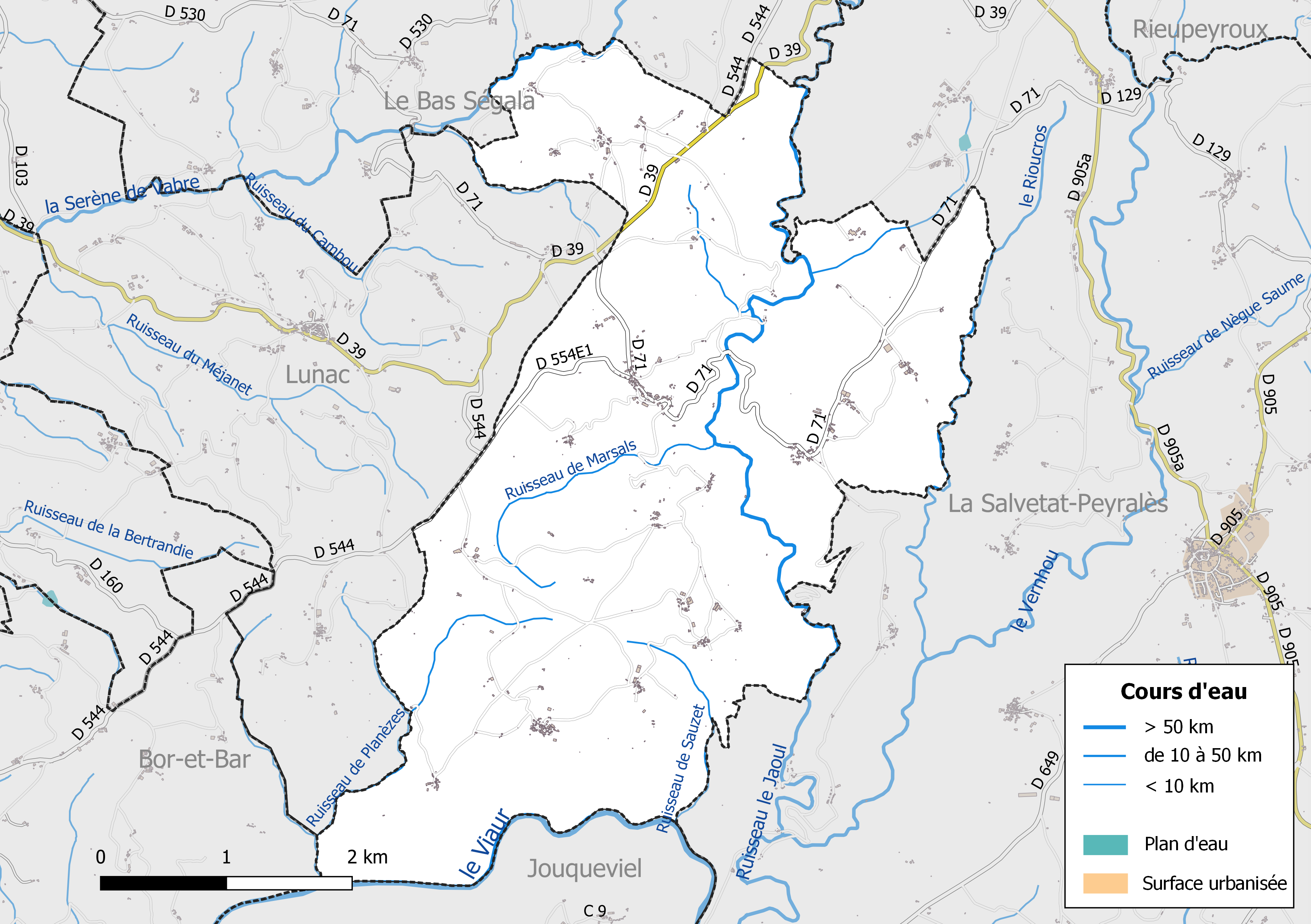
Réseaux hydrographique et routier de Lescure-Jaoul.

La commune est drainée par le Viaur, la Petite Serène, le Jaoul, le Rioucros, le ruisseau de Marsals, le ruisseau de Planèzes, le ruisseau de Sauzet et par divers petits cours d'eau.
Le Viaur prend sa source à 1 086 m d’altitude dans la région naturelle du Lévézou qui présente un relief vallonné, dans la commune de Vézins-de-Lévézou pour confluer, après avoir parcouru environ 168 km, avec l'Aveyron à 146 m d’altitude en limite de Laguépie (Tarn-et-Garonne) et Saint-Martin-Laguépie (Tarn), après avoir arrosé 30 communes.
La Petite Serène, d'une longueur totale de 13,6 km, prend sa source dans la commune de La Capelle-Bleys et se jette  dans la Petite Serène à La Fouillade, après avoir arrosé 5 communes.
Le Jaoul, d'une longueur totale de 22,5 km, prend sa source dans la commune de Rieupeyroux et se jette  dans le Viaur à La Salvetat-Peyralès, après avoir arrosé 5 communes.

#### Gestion des cours d'eau
Afin d’atteindre le bon état des eaux imposé par la Directive-cadre sur l'eau du 23 octobre 2000, plusieurs outils de gestion intégrée s’articulent à différentes échelles pour définir et mettre en œuvre un programme d’actions de réhabilitation et de gestion des milieux aquatiques : le SDAGE (Schéma directeur d'aménagement et de gestion des eaux), à l’échelle du bassin hydrographique, et le SAGE (Schéma d'aménagement et de gestion des eaux), à l’échelle locale. Ce dernier fixe les objectifs généraux d’utilisation, de mise en valeur et de protection quantitative et qualitative des ressources en eau superficielle et souterraine. Trois SAGE sont mis en oeuvre dans le département de l'Aveyron.
La commune fait partie du SAGE du bassin versant du Viaur, approuvé le 28 mars 2018, au sein du SDAGE Adour-Garonne. Le périmètre de ce SAGE couvre 89 communes, sur trois départements (Aveyron, Tarn et Tarn-et-Garonne),. Le pilotage et l’animation du SAGE sont assurés par l’établissement public d'aménagement et de gestion des eaux (EPAGE) du bassin du Viaur, une structure qui regroupe les établissements publics de coopération intercommunale à fiscalité propre (EPCI-FP) dont le territoire est inclus (en totalité ou partiellement) dans le bassin hydrographique du Viaur et les structures gestionnaires de l’alimentation en eau potable des populations et qui disposent d’une ressource sur le bassin versant du Viaur. Il correspond à l’ancien syndicat mixte du Bassin versant du Viaur,.

### Climat
Pour des articles plus généraux, voir Climat de l'Occitanie et Climat de l'Aveyron.
En 2010, le climat de la commune est de type climat océanique altéré, selon une étude s'appuyant sur une série de données couvrant la période 1971-2000. En 2020, Météo-France publie une typologie des climats de la France métropolitaine dans laquelle la commune est exposée à un climat océanique altéré et est dans la région climatique Sud-est du Massif Central, caractérisée par une pluviométrie annuelle de 1 000 à 1 500 mm, minimale en été, maximale en automne.
Pour la période 1971-2000, la température annuelle moyenne est de 11,6 °C, avec une amplitude thermique annuelle de 15,3 °C. Le cumul annuel moyen de précipitations est de 1 030 mm, avec 11,7 jours de précipitations en janvier et 6,7 jours en juillet. Pour la période 1991-2020, la température moyenne annuelle observée sur la station météorologique la plus proche, située sur la commune du Bas Ségala à 12 km à vol d'oiseau, est de 12,4 °C et le cumul annuel moyen de précipitations est de 1 062,4 mm,. Pour l'avenir, les paramètres climatiques de la commune estimés pour 2050 selon différents scénarios d'émission de gaz à effet de serre sont consultables sur un site dédié publié par Météo-France en novembre 2022.

### Milieux naturels et biodiversité

#### Sites Natura 2000

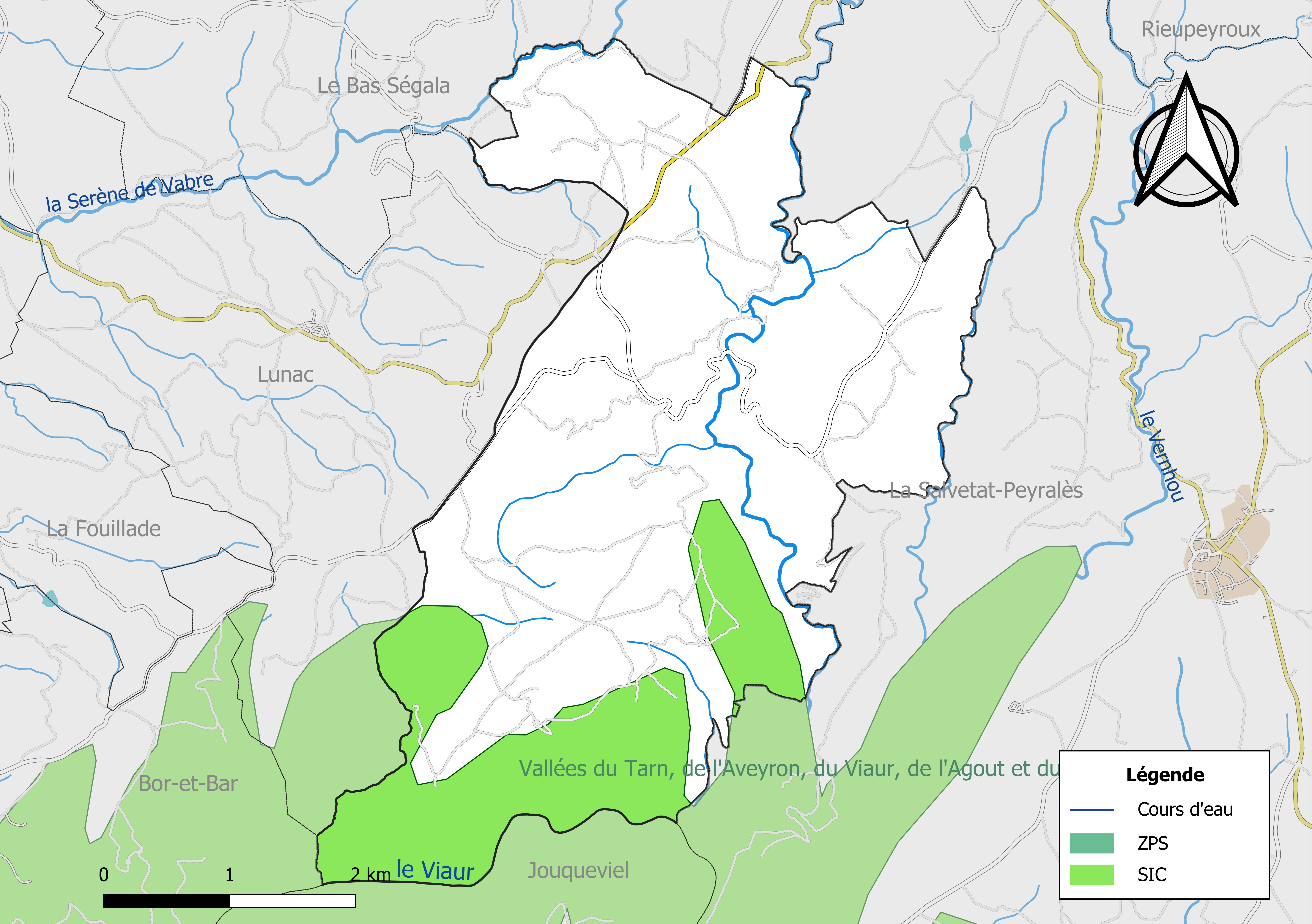
Sites Natura 2000 sur le territoire communal.

Le réseau Natura 2000 est un réseau écologique européen de sites naturels d’intérêt écologique élaboré à partir des Directives « Habitats » et « Oiseaux ». Ce réseau est constitué de Zones spéciales de conservation (ZSC) et de Zones de protection spéciale (ZPS). Dans les zones de ce réseau, les États Membres s'engagent à maintenir dans un état de conservation favorable les types d'habitats et d'espèces concernés, par le biais de mesures réglementaires, administratives ou contractuelles.
Un site Natura 2000 a été défini sur la commune au titre de la « directive Habitats » : 
Les « Vallées du Tarn, de l'Aveyron, du Viaur, de l'Agout et du Gijou », d'une superficie de 17 144 ha, s'étendent sur 136 communes dont 41 dans l'Aveyron, 8 en Haute-Garonne, 50 dans le Tarn et 37 dans le Tarn-et-Garonne. Elles présentent une très grande diversité d'habitats et d'espèces dans ce vaste réseau de cours d'eau et de gorges. La présence de la Loutre d'Europe et de la moule perlière d'eau douce est également d'un intérêt majeur.

#### Zones naturelles d'intérêt écologique, faunistique et floristique
L’inventaire des zones naturelles d'intérêt écologique, faunistique et floristique (ZNIEFF) a pour objectif de réaliser une couverture des zones les plus intéressantes sur le plan écologique, essentiellement dans la perspective d’améliorer la connaissance du patrimoine naturel national et de fournir aux différents décideurs un outil d’aide à la prise en compte de l’environnement dans l’aménagement du territoire.
Le territoire communal de Lescure-Jaoul comprend une ZNIEFF de type 1,, 
la « Basse vallée du Viaur » (3 509 ha), couvrant 11 communes dont 5 dans l'Aveyron, 5 dans le Tarn et 1 dans le Tarn-et-Garonne, et une ZNIEFF de type 2,, 
la « Vallée du Viaur et ses affluents » (27 587 ha), qui s'étend sur 56 communes dont 45 dans l'Aveyron, 10 dans le Tarn et 1 dans le Tarn-et-Garonne.

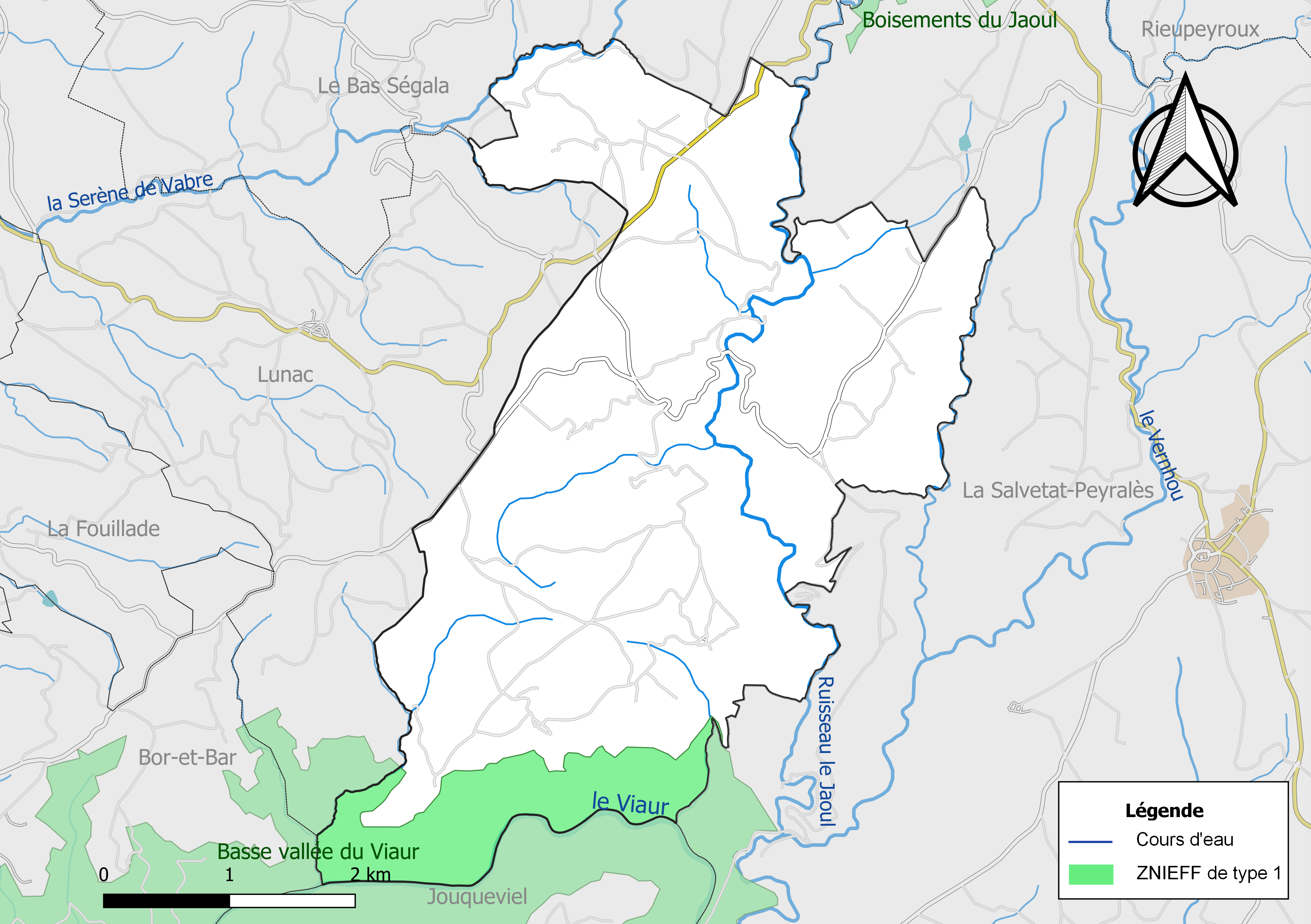
Carte de la ZNIEFF de type 1 de la commune.
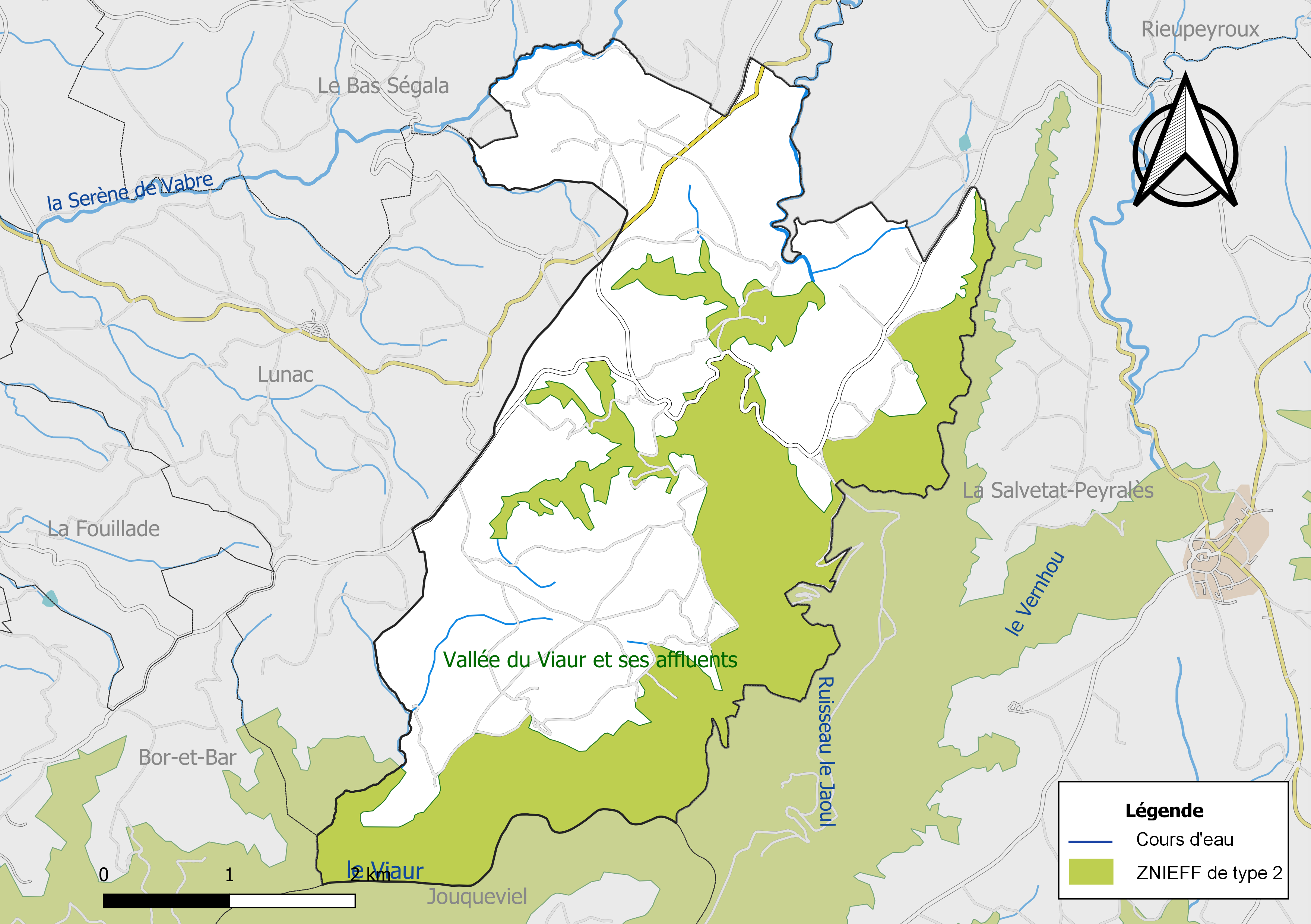
Carte de la ZNIEFF de type 2 de la commune.

## Urbanisme

### Typologie
Au 1er janvier 2024, Lescure-Jaoul est catégorisée commune rurale à habitat très dispersé, selon la nouvelle grille communale de densité à 7 niveaux définie par l'Insee en 2022.
Elle est située hors unité urbaine et hors attraction des villes,.

### Occupation des sols

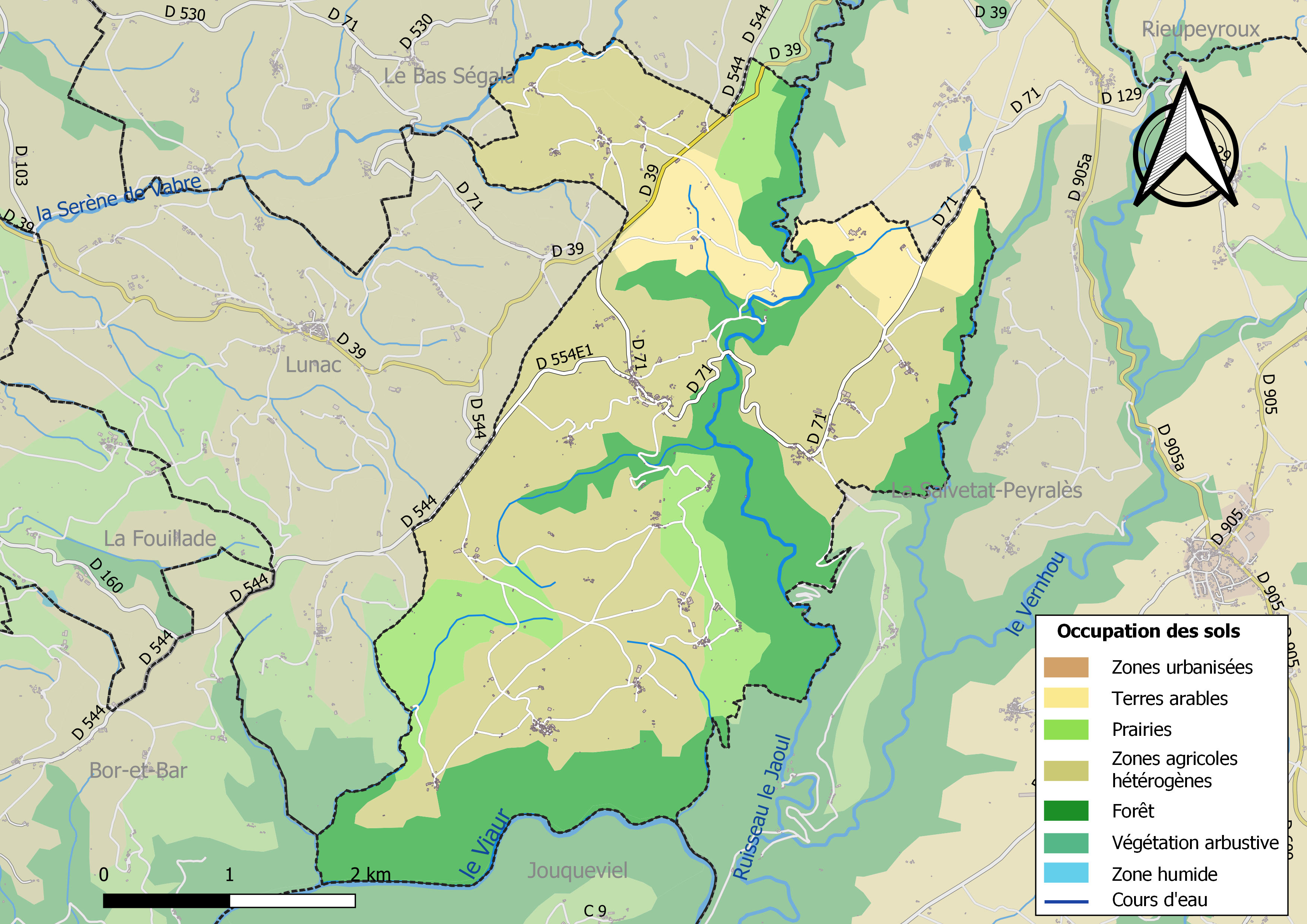
Infrastructures et occupation des sols de la commune de Lescure-Jaoul.

L'occupation des sols de la commune, telle qu'elle ressort de la base de données européenne d’occupation biophysique des sols Corine Land Cover (CLC), est marquée par l'importance des territoires agricoles (71,9 % en 2018), une proportion identique à celle de 1990 (71,9 %). La répartition détaillée en 2018 est la suivante : 
zones agricoles hétérogènes (52 %), forêts (28,1 %), prairies (11,5 %), terres arables (8,4 %).

### Planification
La loi SRU du 13 décembre 2000 a incité fortement les communes à se regrouper au sein d’un établissement public, pour déterminer les partis d’aménagement de l’espace au sein d’un SCoT, un document essentiel d’orientation stratégique des politiques publiques à une grande échelle. La commune est dans le territoire du SCoT du Centre Ouest Aveyron  approuvé en février 2020. La structure porteuse est le Pôle d'équilibre territorial et rural Centre Ouest Aveyron, qui associe neuf EPCI, notamment la communauté de communes Aveyron Bas Ségala Viaur, dont la commune est membre.
La commune disposait en 2017 d'une carte communale approuvée.

### Risques majeurs
Le territoire de la commune de Lescure-Jaoul est vulnérable à différents aléas naturels : climatiques (hiver exceptionnel ou canicule), feux de forêts et séisme (sismicité très faible).
Il est également exposé à un risque technologique, et la rupture d'un barrage, et à un risque particulier, le risque radon,.

#### Risques naturels
Le Plan départemental de protection des forêts contre les incendies découpe le département de l’Aveyron en sept « bassins de risque » et définit une sensibilité des communes à l’aléa feux de forêt (de faible à très forte). La commune est classée en sensibilité faible.
Les mouvements de terrains susceptibles de se produire sur la commune sont liés au retrait-gonflement des argiles, conséquence d'un changement d'humidité des sols argileux. Les argiles sont capables de fixer l'eau disponible mais aussi de la perdre en se rétractant en cas de sécheresse. Ce phénomène peut provoquer des dégâts très importants sur les constructions (fissures, déformations des ouvertures) pouvant rendre inhabitables certains locaux. La carte de zonage de cet aléa peut être consultée sur le site de l'observatoire national des risques naturels Georisques

#### Risques technologiques
Dans le département de l'Aveyron on dénombre huit grands barrages susceptibles d’occasionner des dégâts en cas de rupture. La commune fait partie des 64 communes susceptibles d’être touchées par l’onde de submersion consécutive à la rupture d’un de ces barrages.

#### Risque particulier
Dans plusieurs parties du territoire national, le radon, accumulé dans certains logements ou autres locaux, peut constituer une source significative d’exposition de la population aux rayonnements ionisants. Toutes les communes du département sont concernées par le risque radon à un niveau plus ou moins élevé. Selon le dossier départemental des risques majeurs du département établi en 2013, la commune de Lescure-Jaoul est classée à risque moyen à élevé. Un décret du 4 juin 2018 a modifié la terminologie du zonage définie dans le code de la santé publique et a été complété par un arrêté du 27 juin 2018 portant délimitation des zones à potentiel radon du territoire français. La commune est désormais en zone 3, à savoir zone à potentiel radon significatif.

## Toponymie
Le nom de Lescure résulte de l’agglutination de l'article défini la à l'ancien occitan escura signifiant « fenil, grange ». Il est issu du germanique skûr- (proto-germanique *skūrō), qui signifie « grange ». Il est probable que le mot occitan remonte plus précisément au gotique *skūra cf. vieux haut allemand skūra (allemand Scheuer).

## Histoire
Le vrai nom de Lescure était jadis Lescure-Caylès ou Calhès du nom de l’ancien pays de Calhès dont Cadoule était le chef-lieu.
La famille de Lescure est citée dans les actes depuis le milieu du XIIIe siècle. Elle semble avoir eu sa résidence, au moins au début, à Najac dont elle possédait la co-seigneurie. Elle ajouta en 1399 à ses possessions la baronnie de Vabre, puis au début du XVIe siècle celle de Flauzins. En 1403, Raymond de Lescure, un cadet, aurait été grand prieur de l’ordre de Saint-Jean de Jérusalem dans la province de Toulouse et chargé de traiter avec le sultan d’Égypte. Isabeau de Lescure, dernière du nom, vivait encore en 1673. Ses biens passèrent à la famille du Garaud, puis à celles de Saint-Alban et de Montlauseur en 1724.

## Politique et administration

### Découpage territorial
La commune de Lescure-Jaoul est membre de la communauté de communes Aveyron Bas Ségala Viaur, un établissement public de coopération intercommunale (EPCI) à fiscalité propre créé le 28 décembre 2001 dont le siège est à Rieupeyroux. Ce dernier est par ailleurs membre d'autres groupements intercommunaux.
Sur le plan administratif, elle est rattachée à l'arrondissement de Villefranche-de-Rouergue, au département de l'Aveyron et à la région Occitanie. Sur le plan électoral, elle dépend du  canton d'Aveyron et Tarn pour l'élection des conseillers départementaux, depuis le redécoupage cantonal de 2014 entré en vigueur en 2015, et de la deuxième circonscription de l'Aveyron  pour les élections législatives, depuis le dernier découpage électoral de 2010.

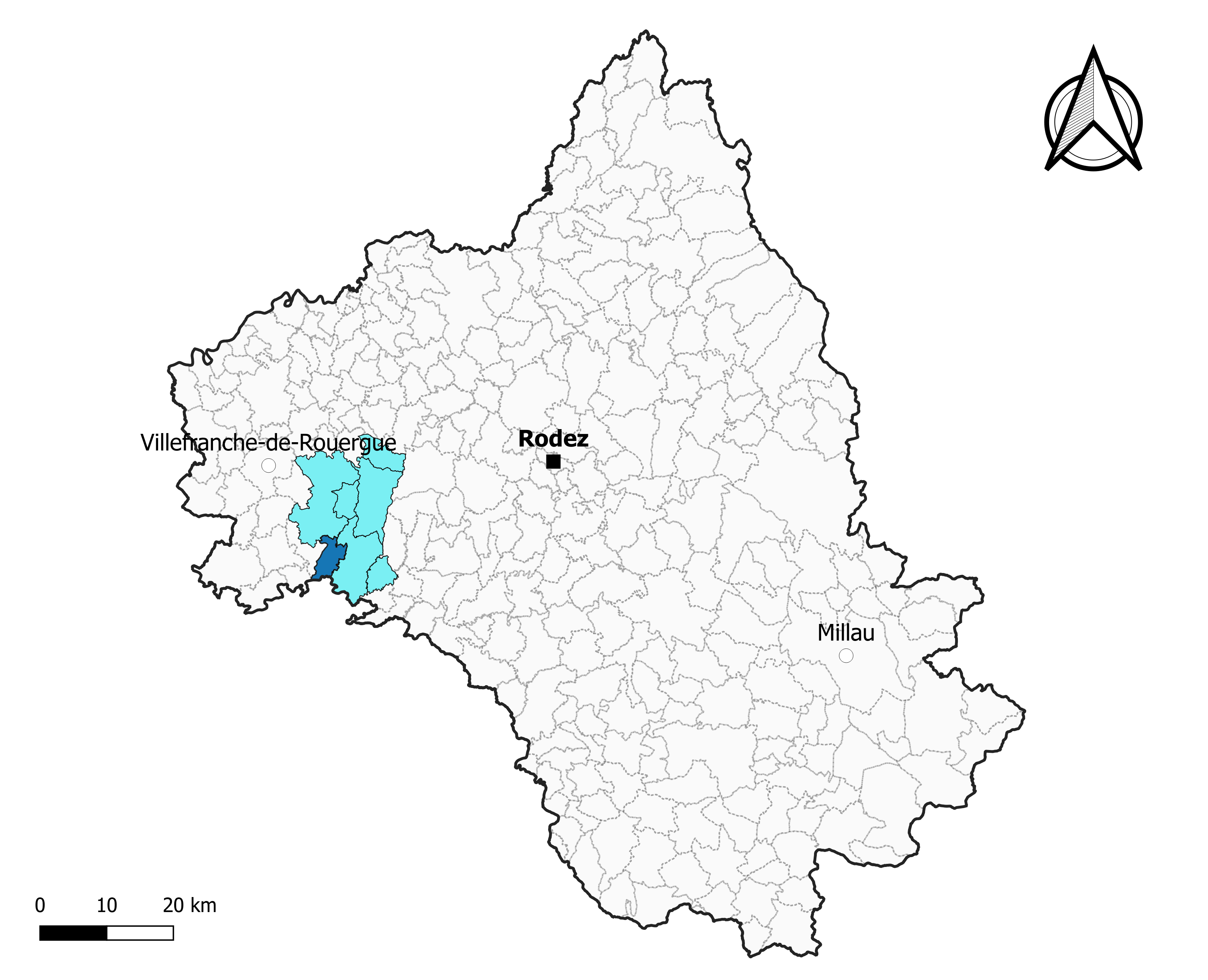
Lescure-Jaoul dans l'intercommunalité en 2020.
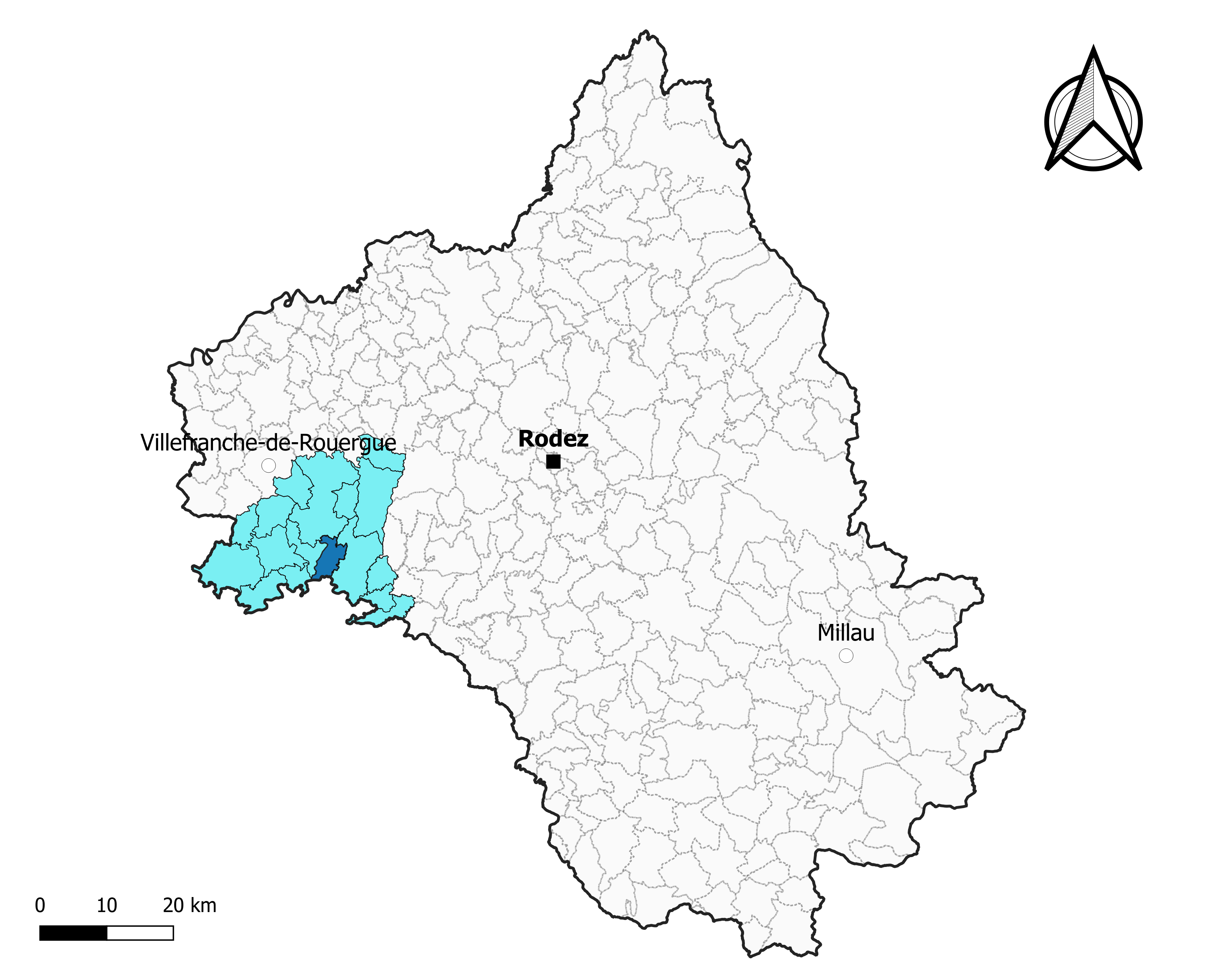
Lescure-Jaoul dans le canton d'Aveyron et Tarn en 2020.
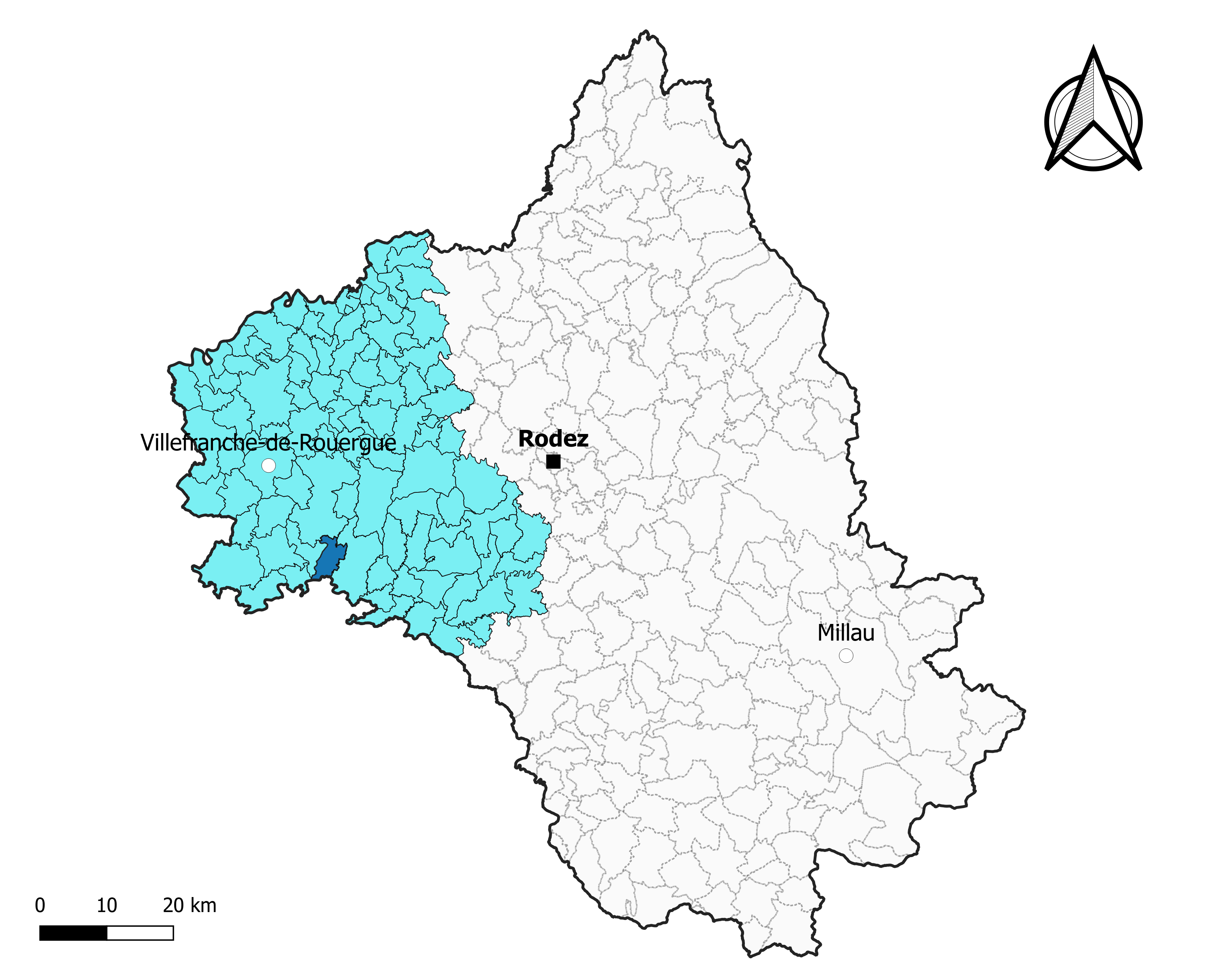
Lescure-Jaoul dans l'arrondissement de Villefranche-de-Rouergue en 2020.

### Élections municipales et communautaires

#### Élections de 2020
Le conseil municipal de Lescure-Jaoul, commune de moins de 1 000 habitants, est élu au scrutin majoritaire plurinominal à deux tours avec candidatures isolées ou groupées et possibilité de panachage. Compte tenu de la population communale, le nombre de sièges à pourvoir lors des élections municipales de 2020 est de 11. La totalité des onze candidats en lice est élue dès le premier tour, le 15 mars 2020, avec un taux de participation de 61,29 %.
Francis Garric est élu nouveau maire de la commune le 26 mai 2020.
Dans les communes de moins de 1 000 habitants, les conseillers communautaires sont désignés parmi les conseillers municipaux élus en suivant l’ordre du tableau (maire, adjoints puis conseillers municipaux) et dans la limite du nombre de sièges attribués à la commune au sein du conseil communautaire. Deux sièges sont attribués à la commune au sein de la communauté de communes Aveyron Bas Ségala Viaur.

#### Liste des maires
| Période                                  | Période  | Identité        | Étiquette | Qualité                                         |
| ---------------------------------------- | -------- | --------------- | --------- | ----------------------------------------------- |
| 1995                                     | mai 2020 | Francis Saurel, |           | Retraité agricole                               |
| mai 2020                                 | En cours | Francis Garric, |           | Ancien artisan, commerçant ou chef d'entreprise |
| Les données manquantes sont à compléter. |          |                 |           |                                                 |

## Démographie
L'évolution du nombre d'habitants est connue à travers les recensements de la population effectués dans la commune depuis 1793. Pour les communes de moins de 10 000 habitants, une enquête de recensement portant sur toute la population est réalisée tous les cinq ans, les populations de référence des années intermédiaires étant quant à elles estimées par interpolation ou extrapolation. Pour la commune, le premier recensement exhaustif entrant dans le cadre du nouveau dispositif a été réalisé en 2004.

En 2022, la commune comptait 222 habitants, en évolution de −4,72 % par rapport à 2016 (Aveyron : +0,37 %, France hors Mayotte : +2,11 %).
| 1793 | 1800 | 1836 | 1841 | 1846 | 1851 | 1856 | 1861 | 1866 |
| ---- | ---- | ---- | ---- | ---- | ---- | ---- | ---- | ---- |
| 408  | 388  | 581  | 630  | 626  | 675  | 603  | 610  | 615  |

| 1872 | 1876 | 1881 | 1886 | 1891 | 1896 | 1901 | 1906 | 1911 |
| ---- | ---- | ---- | ---- | ---- | ---- | ---- | ---- | ---- |
| 673  | 700  | 700  | 697  | 651  | 651  | 932  | 927  | 864  |

| 1921 | 1926 | 1931 | 1936 | 1946 | 1954 | 1962 | 1968 | 1975 |
| ---- | ---- | ---- | ---- | ---- | ---- | ---- | ---- | ---- |
| 713  | 686  | 656  | 656  | 623  | 562  | 508  | 490  | 435  |

| 1982 | 1990 | 1999 | 2004 | 2006 | 2009 | 2014 | 2019 | 2022 |
| ---- | ---- | ---- | ---- | ---- | ---- | ---- | ---- | ---- |
| 378  | 319  | 268  | 261  | 262  | 256  | 240  | 220  | 222  |

## Économie

### Revenus
En 2018  (données Insee publiées en septembre 2021), la commune compte 105 ménages fiscaux, regroupant 196 personnes. La médiane du revenu disponible par unité de consommation est de 16 430 € (20 640 € dans le département).

### Emploi
| Division       | 2008  | 2013  | 2018  |
| -------------- | ----- | ----- | ----- |
| Commune        | 8 %   | 3,3 % | 7,8 % |
| Département    | 5,4 % | 7,1 % | 7,1 % |
| France entière | 8,3 % | 10 %  | 10 %  |

En 2018, la population âgée de 15 à 64 ans s'élève à 117 personnes, parmi lesquelles on compte 73 % d'actifs (65,2 % ayant un emploi et 7,8 % de chômeurs) et 27 % d'inactifs,. Depuis 2008, le taux de chômage communal (au sens du recensement) des 15-64 ans est supérieur à celui du département, mais inférieur à celui de la France.
La commune est hors attraction des villes,. Elle compte 47 emplois en 2018, contre 56 en 2013 et 51 en 2008. Le nombre d'actifs ayant un emploi résidant dans la commune est de 78, soit un indicateur de concentration d'emploi de 59,6 % et un taux d'activité parmi les 15 ans ou plus de 42,2 %.
Sur ces 78 actifs de 15 ans ou plus ayant un emploi, 38 travaillent dans la commune, soit 48 % des habitants. Pour se rendre au travail, 72,7 % des habitants utilisent un véhicule personnel ou de fonction à quatre roues, 1,3 % les transports en commun, 7,8 % s'y rendent en deux-roues, à vélo ou à pied et 18,2 % n'ont pas besoin de transport (travail au domicile).

### Activités hors agriculture
29 établissements sont implantés  à Lescure-Jaoul au 31 décembre 2019. Le tableau ci-dessous en détaille le nombre par secteur d'activité et compare les ratios avec ceux du département,.
Le secteur des activités spécialisées, scientifiques et techniques et des activités de services administratifs et de soutien est prépondérant sur la commune puisqu'il représente 20,7 % du nombre total d'établissements de la commune (6 sur les 29 entreprises implantées  à Lescure-Jaoul), contre 12,4 % au niveau départemental.

### Agriculture
La commune est dans le Segala, une petite région agricole occupant l'ouest du département de l'Aveyron. En 2020, l'orientation technico-économique de l'agriculture  sur la commune est la polyculture et/ou le polyélevage.
|               | 1988  | 2000  | 2010  | 2020  |
| ------------- | ----- | ----- | ----- | ----- |
| Exploitations | 58    | 40    | 32    | 30    |
| SAU (ha)      | 1 262 | 1 112 | 1 094 | 1 122 |

Le nombre d'exploitations agricoles en activité et ayant leur siège dans la commune est passé de 58 lors du recensement agricole de 1988  à 40 en 2000 puis à 32 en 2010 et enfin à 30 en 2020, soit une baisse de 48 % en 32 ans. Le même mouvement est observé à l'échelle du département qui a perdu pendant cette période 51 % de ses exploitations,. La surface agricole utilisée sur la commune a également diminué, passant de 1 262 ha en 1988 à 1 122 ha en 2020. Parallèlement la surface agricole utilisée moyenne par exploitation a augmenté, passant de 22 à 37 ha.

## Culture locale et patrimoine

### Lieux et monuments
- Église Notre-Dame-de-l'Assomption de Lescure-Jaoul.

### Château de Lescure
Le château de Lescure était bâti au centre du village, près de l’église. Au siècle dernier, il était déjà complètement ruiné.

### Prieuré de Notre-Dame
Le prieuré de Notre-Dame dépendait de l’évêque de Rodez. L’église fut donnée en 910 par Senégonde et son fils Raoul à l’abbaye de Conques. C’était une église romane avec une tour lanterne du XIVe siècle. Elle renfermait autrefois un beau triptyque en noyer sculpté du début du XVIe siècle avec les armes et le nom d’Antoine de Lescure (1500-1548). Ce chef-d’œuvre, d’une grande finesse, était relégué vers 1850 dans la sacristie. Il a été acquis en 1905 par le musée des arts décoratifs, à Paris. Dans le premier compartiment est représentée la naissance du Sauveur, dans le second sa mort sur le Calvaire et dans le dernier l’Assomption de la Vierge. Ce retable porte sur les pieds droits des motifs empilés en chandeliers qui font penser aux ornements de la clôture de François d’Estaing à la cathédrale de Rodez qui indiquent probablement une influence. François d’Estaing aurait lui-même appris ce style à la chartreuse de Paris où il avait fait ses études de droit. À Lescure, on a transporté une Vierge en pierre du XIVe siècle, provenant de l’ancienne chapelle de Cadoule. L’église actuelle, néogothique a été élevée vers 1900.
Les environs
- Cadoule : voir à La Salvetat-Peyralès.
- Flauzins : l’église Saint-Pierre était sous l’Ancien Régime annexe de Montou (commune de La Salvetat).
- Le petit village de Cadoulette.

Dans les environs, au sommet du Puech de Flauzins (altitude 620 m), curieux mégalithe, dit « lou Chaval del Rey », « le Cheval du Roi ». Un autre élément de ce monument appelé la Peyro-Jazens, la pierre couchée, aurait été détruit. Le village de Flauzins possède une église rénovée (église Saint-Pierre) autrefois annexe de Montou. Paroisse depuis le Concordat, elle renferme une cloche d’acier fondu (1861).
Il ne reste que peu de vestiges de la chapelle Notre-Dame ou de Saint-Amans où avaient lieu des pèlerinages. Du château de la famille de Cadoule du XIIIe siècle, il ne reste que le nom et la communauté qui comprenait Romette et Montou fut rattachée à celle de Roumégous et prit le nom de Bosc-Cadoule (ancien régime).

### Cheval du Roy
Outre ces châteaux qui illustrent l’histoire de Lescure à une certaine époque, « Le Cheval du Roy » reste le témoin d’une autre plus ancienne. Il s’agit d’une roche granitique, située sur la montagne de Flauzins. Dans les Mémoires de la Société des amis de Villefranche et du Bas Rouergue le père C. Rigal a fait une communication fort intéressante sur ce mégalithe. Sa forme en dos d’âne un peu anguleuse et sa taille, lui ont valu ce nom royal : « Lo Jabal del Rei ».
Ce bloc doit peser 5 à 6 000 kilos. Il est en granit, dans un pays où l’on ne trouve pas de pierre de cette nature, cette région étant essentiellement schisteuse. La pièce a donc été apportée là. De quelle distance ? De deux à trois kilomètres, dit monsieur Boisse. La question est de savoir par qui ou par quoi. Est-ce une moraine ? Non, cette pierre n’est ni usée ni polie. Donc c’est un mégalithe. Cela ne peut être qu’une partie de dolmen. C’est un granit particulièrement dur, appelé dans le pays, granit ferrut, parce qu’il y a dans son composé quelque chose de semblable aux nœuds dans le bois, et cela est d’une dureté telle  que s’y émoussent les burins les mieux trempés. Son orientation Est-Ouest, est semblable à l’orientation des dolmens.
Dimensions : 
- Longueur 3,25 m.
- Épaisseur 0,60 m.
- Hauteur 1 m hors de la terre côté Nord et 1,20 m côté Sud.
- Profondeur 0,50 m à peine.

Le sommet n’est pas plat, mais taillé en biseau. Il y a une série de six creux faits de main d’homme, formant un alignement dans le sens de la hauteur, ce qui donne à penser qu’on a voulu la débiter. Les creux ne seraient que « lous cagniés » comme on dit en langue du pays pour désigner cet emplacement des coins de fer « lou cun ». La pierre étant trop dure, on n’a pas insisté pour la diviser.
Il y avait paraît-il, non loin de là, un autre mégalithe connu quand il existait, sous le nom de « peyro-jasso » (pierre couchée). Personne dans le pays n’en a le souvenir. L’abbé Cabaniols signale qu’il y avait une autre pierre moins grande, qui fut brisée entre 1835 et 1840. Il est donc possible, qu’un dolmen ait été érigé là voici 4 à 5 000 ans, preuve d’un culte religieux, d’un témoignage de respect donné à ceux dont on voulait garder le souvenir et perpétuer la mémoire. Les environs de Lescure ne devaient guère être habités à cause des forêts et des précipices. Toutefois il se peut, que des druides aient eu quelques temples dans la région, l’église de Lunac ayant sans doute été construite sur l’emplacement d’un temple Païen.

### Panissole
Près du hameau de Flauzins, la rivière du Viaur, qui forme en ce lieu la limite entre le Rouergue et l'Albigeois, parcourt une gorge sauvage qui s'étend du Château de Roumégous jusqu'à l'église des Infournats. Dans cet étroit défilé, que l'on appelle localement Las Crincos de Flauzi, il y a sur la rive droite, à peu près aux deux tiers de la pente en partant du plateau du Ségala, une petite caverne nommée gléio de Panissolo. Cette « église de Panissole » mesure huit mètres de profondeur horizontale, sur six mètres de largeur et quatre à cinq mètres de hauteur. Actuellement elle ne sert plus que d'abri aux quelques moutons qui pâturent dans ces rochers abrupts. Pourtant on remarque au centre de la caverne une petite excavation rectangulaire (côtés de 18 et 20 cm sur 25 cm de profondeur), faite de main d'homme, qui a servi à maintenir un poteau de bois : ce détail indique que la cavité a été autrefois sommairement aménagée. Quant au nom commun gléio « église », il pourrait simplement souligner la forme de cette salle souterraine dont la voûte de pierre a pu être comparée à celle d'une église. Pour ce qui est du nom propre Panissole, il ne peut être compris que si l'on se rappelle que cette région de la vallée du Viaur, notamment les gorges qui s'étendent du château de Thuriès près de Pampelonne jusqu'au Pont du Diable, au-dessous de Bor-et-Bar, ont été au XVe siècle le théâtre de curieux évènements. C'est là en effet qu'à l'époque du Grand Schisme d'Occident ont vécu des partisans de l'antipape Benoît XIV, sous la conduite de Jean Carrier, prieur de Lédergues, qui s'était réfugié dans le château de Tourène (commune de Crespin), où il résista pendant deux ans, de 1421 à 1423, aux troupes qui voulaient s'emparer de lui. Comme on le sait, Jean Carrier fut finalement fait prisonnier et mourut en 1433.
Dans la lettre que le légat du pape écrivit aux consuls d'Albi pour leur demander de mettre fin à l'hérésie, il est question d'une caverne nommée Panisculeta : « in spelunca illa residentiae suae de Turenna dicta Panisculeta ». E. Cabié, qui cite ce texte, note que le nom propre Panisculeta est une allusion évidente à la ville espagnole de Peníscola (province de Castellón) où vivait alors l'antipape fugitif Benoît XIII (Pedro de Luna). Mais le nom commun spelunca l'embarrasse : il s'agit, écrit-il, d'« une sorte de métaphore injurieuse, car Tourène ne possède en réalité aucune trace de caverne ». Cette dernière remarque est entièrement juste : il n'y a pas en effet de grotte dans la région de Tourène. Toutefois, bien que la distance entre Tourène, résidence principale de Jean Carrier, et l'église de Panissole soit de l'ordre de 10 km, on peut se demander si les hérétiques, qui étaient nombreux dans la région de Flauzins, ne se réfugiaient pas non seulement dans le château, mais aussi dans la caverne. En ce qui concerne ce point particulier, un passage d'un texte de 1467 est intéressant. Il s'agit d'un procès mené par l'inquisiteur de Toulouse contre les deux enfants d'un forgeron du Coulet (paroisse de Montou et commune de La Salvetat-Peyralès), qui pendant plus de vingt ans, avaient dû prendre le maquis pour pouvoir rester fidèles à Jean Carrier. L'acte d'accusation précise en effet que ces intrépides sectateurs de l'antipape n'avaient pas hésité à abandonner tous leurs biens pour vivre pendant de longues années comme des animaux sauvages dans les bois et les cavernes de la contrée : « dicti tres preventi, relictis omnibus corum bonis, fugiendo consorcium ceterorum catholicarum… per XX annos et ultra steterunt bestialiter per nemora, cavernas et loca abscondita, ita quod non ambulabant nisi de nocte et per vias oblicas ut ab aliis Catholice Ecclesie cultoribus non caperentur nec cohiberentur a desistendo a via mala ». Comme tous les lieux liés aux tribulations de cette famille obstinée sont situés autour de Flauzins, depuis le moulin de La Soulayrié jusqu'à la chapelle de St-Amans-de-Cadoule, il est probable que la gléio de Panissolo leur a servi de refuge, d'autant plus qu'elle constitue la seule anfractuosité relativement spacieuse qui existe dans ce pays au sol schisteux, où les grottes proprement dites, par opposition aux simples cavernes d'effondrement – comme c'est ici le cas –, sont inconnues.
Dans ces conditions, il semble que le nom propre Panissolo soit tout simplement l'adaptation en rouergat du toponyme espagnol Peñíscola qui était célèbre, on l'a déjà vu, parmi les partisans de Benoît XIII. Le mot espagnol, accentué sur l'antépénultième, a été normalement transformé en paroxyton en vertu d'une tendance fondamentale de la langue d'oc à l'élimination des proparoxytons. Une fois l'accent tonique reporté sur le o de l'avant-dernière syllabe, des modifications secondaires ont finalement transformé Peniscola en Panissolo. La forme latinisée Panisculeta témoigne du passage au a du e prétonique. Ensuite l'attraction du nom de plante panis a sans doute provoqué la déformation du suffixe –iscola.
Quant au nom commun gléio, il pourrait indiquer que la caverne de Panissole était devenue une véritable église du Désert où les amis de Jean Carrier célébraient leur culte clandestin, comme le feront deux siècles plus tard, dans un cadre géologique analogue d'escarpements schisteux, les Camisards des Cévennes.